# Thorntown
Thorntown est une municipalité américaine située dans le comté de Boone en Indiana. Lors du recensement de 2010, sa population est de 1 520 habitants.

## Géographie
Thorntown est située sur les rives de la Sugar Creek (en), un affluent de la Wabash.
Selon le Bureau du recensement des États-Unis, la municipalité s'étend en 2010 sur une superficie de 0,60 mille carré (1,55 km2).

## Histoire

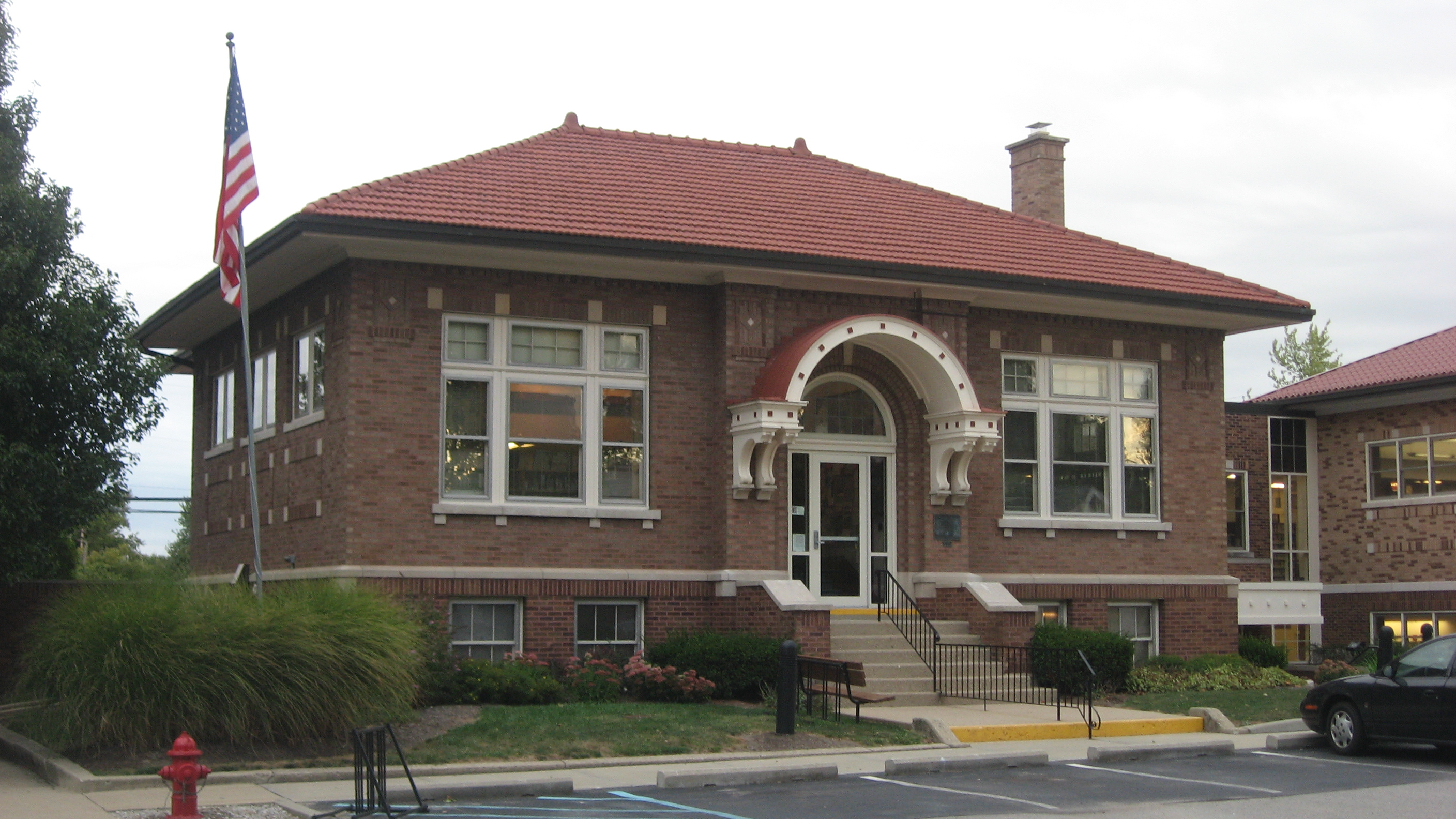
La bibliothèque de Thorntown.

La localité est située sur une ancienne réserve amérindienne des Miamis qui s'étendait sur 64 000 acres (259 km2). Fondée en 1818, la réserve porte le nom de Ka-wi-a-ki-un-gi (« le lieu des épines » soit en anglais : « place of thorns »). Elle est vendue au gouvernement fédéral en 1828. Thorntown est fondée en 1831 sur les terres rachetées par Cornelius Westfall,.
La bibliothèque publique de Thorntown est inscrite au Registre national des lieux historiques. Construite en 1914-15 par l'architecte Wilson B. Parker, elle constitue un bon exemple de bibliothèque Carnegie d'une petite ville provinciale.

## Démographie
Lors du recensement de 2010, Thorntown compte 1 520 habitants. Sa population est alors blanche à plus de 99 %. En 2018, sa population est estimée à 1 553 habitants.